# Millettia drastica
Millettia drastica är en ärtväxtart som beskrevs av John Gilbert Baker. Millettia drastica ingår i släktet Millettia och familjen ärtväxter. Inga underarter finns listade i Catalogue of Life.